# AIXM
AIXM (Aeronautical Information Exchange Model) — модель обмена аэронавигационной информацией. Разработана для управления и распределения аэронавигационной информации в цифровом виде между базами данных.
Формат AIXM представляется в виде файлов формата XML определённой структуры, привязанной к базам данных аэронавигационной информации. 
Версия AIXM 5 включает преимущества версии AIXM 4.5 и современных стандартов в области аэронавигационной информации, поддерживает текущие и будущие требования системы аэронавигационной информации.
Главные принципы:
- Исчерпывающая модель временного характера, включая поддержку временной информации, содержащейся в НОТАМ;
- Унификация со стандартами ISO для геодезической информации, включая использование GML;
- Поддержка последних требований ИКАО и пользовательских требований к аэронавигационной информации, включая препятствия, процедуры подхода и базы данных карт аэропортов.
- Модульность и расширяемость для поддержки текущих и будущих требований к передаче аэронавигационной информации и дополнительных данных.